# الإسلام في جزر الكناري
الإسلام هو ثاني أكثر الديانات ممارسة في الأرخبيل بعد الكنيسة الكاثوليكية.
عرفت عند العرب باسم «جزر الأرخبيل» أو «جزر الخالدات». سكنها البربر قبل احتلال الأسبان لها. وتتكون من سبع جزر: تنريف وفويرتيفنتورا وكناريا الكبرى ولانزاروت ولا بالما وكومارا والهيرو. تأسست المجتمعات الإسلامية في الأصل بشكل نهائي في جزر الكناري في تينيريفي وغران كناريا بين القرنين التاسع عشر والعشرين. في وقت لاحق في فويرتيفنتورا ولانزاروت، وبعد ذلك في لا بالما.
حاليا، االفدرالية الإسلامية بجزر الكناري هو المنظمة الدينية التي تجمع جمعيات وجماعات الدين الإسلامي لأرخبيل الكناري، ويقدر أن حوالي 79,730 مسلم يعيشون في جزر الكناري مع 40 مسجد وأماكن عبادة ل على طول الأرخبيل.